# She Is Coming
She Is Coming è il secondo EP della cantante statunitense Miley Cyrus, pubblicato il 31 maggio 2019 dall'etichetta discografica RCA Records. È il suo primo progetto discografico da solista dall'album Younger Now, uscito a fine 2017.

## Antefatti
Miley Cyrus ha collaborato con molti produttori, fra cui Mike Will Made It, Mark Ronson e Andrew Wyatt per il suo settimo album in studio tra l'autunno 2017 e maggio 2019. La prima canzone ad essere pubblicata è stata Nothing Breaks like a Heart, in collaborazione con Mark Ronson per il suo album Late Night Feelings. È stata resa disponibile il 29 novembre 2018 e la Cyrus l'ha descritta come un'introduzione al suo album.
La cantante ha usato per la prima volta la frase She Is Coming sui social media per anticipare il MET Gala del 6 maggio 2019. Tre giorni dopo, ha usato la frase per annunciare che della nuova musica sarebbe stata pubblicata il 30 maggio. Il 27 maggio è stato annunciato che She Is Coming sarebbe stato pubblicato come un EP e non come un singolo apripista, e che la commercializzazione sarebbe stata posticipata di un giorno, al 31 maggio. È diventato così il primo EP della cantante da The Time of Our Lives del 2009. La foto in copertina, scattata da Gray Sorrenti, è stata rivelata quello stesso giorno: la foto in bianco e nero mostra la cantante mentre indossa un crop top con la scritta "never mind the boll*cks", un riferimento all'album del 1977 dei Sex Pistols. Al momento della sua commercializzazione, la cantante aveva specificato che She Is Coming sarebbe stato il primo di una trilogia di EP, che insieme avrebbero formato l'album She Is Miley Cyrus, salvo poi abbandonare l'idea.

## Descrizione
She Is Coming è un progetto di musica pop con influenze rock, trap e hip hop, ed elementi R&B (D.R.E.A.M.).

## Promozione
Miley Cyrus si è esibita con Cattitude, D.R.E.A.M. e Mother’s Daughter al BBC Radio 1's Big Weekend nel North Yorkshire il 27 maggio 2019. Si è poi esibita al Primavera Sound Festival a Barcellona il successivo 31 maggio e all'Orange Warsaw Festival a Varsavia il 1º giugno; si esibirà al Tinderbox di Odense il 28 giugno e al Glastonbury Festival nel Somerset il 30 giugno.

## Accoglienza
She Is Coming ha ricevuto recensioni positive da parte dei critici. Su Metacritic ha ricevuto un punteggio di 64 su 100. Aimee Cliff di The Guardian ha scritto che l'EP è riuscito con successo a mescolare le vecchie influenze musicali della Cyrus senza usare stereotipi estremi durante la promozione e che contiene alcune delle sue migliori canzoni pop degli ultimi anni. Mike Neid di Idolator ha ritenuto che il progetto sarebbe stato sicuramente un successo ma ha criticato il verso di Ghostface Killah in D.R.E.A.M. e la canzone Cattitude. Mikael Wood del Los Angeles Times l'ha reputato più contemporaneo rispetto al suo ultimo album e ha apprezzato il fatto che possieda l'energia che in passato caratterizzava la musica della cantante.

## Tracce
Download digitale
1. Mother's Daughter – 3:39 (Miley Cyrus, Andrew Wyatt, Alma Miettinen)
2. Unholy – 2:10 (Miley Cyrus, Andrew Wyatt, Ilsey Juber, Jasper Sheff, John Cunningham)
3. D.R.E.A.M. (feat. Ghostface Killah) – 2:48 (Miley Cyrus, John Cunningham, Ilsey Juber, Clifford Smith, Corey Woods, David Porter, Dennis Coles, Gary Grice, Isaac Hayes, Jason Hunter, Lamont Hawkins, Robert Diggs, Russell Jones)
4. Cattitude (feat. RuPaul) – 3:09 (Miley Cyrus, Andrew Wyatt, Alma Miettinen, Ilsey Juber, Rupaul Andre Charles)
5. Party Up the Street (feat. Swae Lee e Mike Will Made It) – 3:37 (Miley Cyrus, Andrew Wyatt, Khalif Malik Ibn Shaman Brown, Asheton Hogan, Michael Williams II)
6. The Most – 3:41 (Miley Cyrus, Ilsey Juber, Mark Ronson, Jonny Price, Marcus Lomax, Stefan Johnson, Brandon Joyner Burton)

Traccia bonus nella riedizione digitale
1. Slide Away – 3:53 (Miley Cyrus, Alma Miettinen, Andrew Wyatt, Michael Williams II)

## Successo commerciale
L'EP ha debuttato al 5º posto nella Billboard 200 statunitense con 36 000 unità vendute, tra cui 12 000 copie pure. È diventato il dodicesimo disco della cantante a raggiungere la top 10 della classifica. Nella sua seconda settimana è sceso al 45º posto.
Nella classifica britannica ha esordito in 18ª posizione con 3 560 copie distribuite durante la sua prima settimana di disponibilità.

## Classifiche

### Classifiche settimanali
| Classifica (2019) | Posizione massima |
| ----------------- | ----------------- |
| Australia         | 10                |
| Austria           | 21                |
| Belgio (Fiandre)  | 21                |
| Belgio (Vallonia) | 35                |
| Canada            | 4                 |
| Danimarca         | 12                |
| Estonia           | 6                 |
| Finlandia         | 11                |
| Francia           | 85                |
| Germania          | 74                |
| Irlanda           | 19                |
| Islanda           | 32                |
| Italia            | 44                |
| Lettonia          | 6                 |
| Lituania          | 4                 |
| Norvegia          | 4                 |
| Nuova Zelanda     | 14                |
| Regno Unito       | 18                |
| Repubblica Ceca   | 9                 |
| Slovacchia        | 8                 |
| Spagna            | 32                |
| Stati Uniti       | 5                 |
| Svezia            | 17                |
| Svizzera          | 27                |

### Classifiche di fine anno
| Classifica (2019) | Posizione |
| ----------------- | --------- |
| Lettonia          | 88        |